# Ким Ён Сук (хоккеистка на траве)
Ким Ён Сук (кор. 김영숙; род. 17 февраля 1965) — южнокорейская хоккеистка на траве, полевой игрок. Серебряный призёр летних Олимпийских игр 1988 года, чемпионка летних Азиатских игр 1986 года.

## Биография
Ким Ён Сук родилась 17 февраля 1965 года.
В 1986 году в составе женской сборной Южной Кореи по хоккею на траве завоевала золотую медаль турнира летних Азиатских игр в Сеуле.
В 1988 году вошла в состав женской сборной Южной Кореи по хоккею на траве на летних Олимпийских играх в Сеуле и завоевала серебряную медаль. Играла в поле, провела 4 матча, забил 1 мяч в ворота сборной Австралии.
Дважды выигрывала медали Трофея чемпионов. В 1987 году в Амстелвене завоевала бронзу, в 1989 году во Франкфурте-на-Майне — золото.

## Семья
Муж — Пак Ки Хо (род. 1964), южнокорейский лыжник. Участник зимних Олимпийских игр 1984 и 1988 годов.
Сын — Пак Че Он (род. 1993), южнокорейский прыгун с трамплина. Участник зимних Олимпийских игр 2018 и 2022 годов.